# Notopygos gardineri
Notopygos gardineri är en ringmaskart som beskrevs av Thomas Henry Potts 1909. Notopygos gardineri ingår i släktet Notopygos och familjen Amphinomidae. Inga underarter finns listade i Catalogue of Life.